# Осада Кале (1558)
Оса́да Кале́ в январе 1558 года — военная операция в ходе англо-французской войны 1557—1559 годов и Восьмой Итальянской войны (1551—1559).

## Подготовка
Необходимость отвоевания Кале стала ясна французам после борьбы за Булонь в 1544—1546 годах. По утверждению Брантома, план осады Кале был разработан адмиралом Колиньи, который обследовал подступы к крепости в 1556 году. В 1557 году Генрих II поручил Франсуа де Гизу, принявшему 6 октября командование 50-тысячной армией, собранной после поражения под Сен-Кантеном, овладеть городом, и герцог немедленно начал подготовку.
Кале был с трех сторон окружен обширными болотами, а побережье было покрыто «почти зыбучими» песками. Зимой море затопляло окрестности, оставляя только узкий проход к городу, защищаемый двумя фортами. Английское командование, считавшее в это время года свою позицию неприступной, имело обыкновение с осени до весны сокращать гарнизон Кале до нескольких сот человек.
До конца года в районе крепости были только незначительные столкновения. В конце ноября гарнизоны Гина и Кале вели небольшие бои с французами у Рети и Хардингена.
В начале декабря войска начали постепенно стягиваться в район Кале. Чтобы обмануть противника, их перемещали небольшими группами, по сложным маршрутам. Герцог Неверский с 20 ротами швейцарцев, таким же количеством немцев, 15 ротами французов и несколькими орудиями сделал вид, что направляется к Люксембургу и Арлону, с намерением потеснить испанцев, а сам де Гиз выдвинулся в сторону Сен-Кантена, Ама и Ле-Катле, создавая впечатление действия на вражеских коммуникациях.
Основные силы собирались в районе Абвиля. Полностью скрыть концентрацию войск было невозможно, и 12 декабря губернатор Нового Эдена сообщал Эммануэлю Филиберту о скоплении под Абвилем 2000 швейцарцев, 1000 ландскнехтов, 30 французских отрядов, 500—600 пистолетчиков и нескольких ордонансовых рот, а также о прибытии в Булонь маршала Строцци с солдатами из Италии, и доставке в Монтрёй артиллерии. Испанцы, в том числе губернатор Артуа Бюньикур, предполагали, что войска собираются для атаки Эдена или Ранти, и губернатор Кале Томас Уэнтворт придерживался того же мнения.
У лорда Грея возникли некоторые опасения, и он информировал королеву о недостаточной защите Гина. В ответ 21 декабря Мария Тюдор предписала сохранить несколько отрядов, которые собирались распустить на зиму.
26 декабря барон Уэнтворт, получивший новые шпионские донесения, начал проявлять беспокойство, и на следующий день в Кале был собран военный совет с участием лорда Грея. Было решено усилить гарнизоны нескольких фортов, и просить королеву о посылке подкреплений. Мария Тюдор предписала графу Ратленду немедленно направить в Кале дополнительные силы, но 29-го Уэнтворт окончательно уверился, что французы собираются напасть на Эден, поэтому было решено ограничиться отправкой из Дувра сорока-пятидесяти солдат.
30 декабря силы де Гиза подступили к границе английских владений. Эскадра Жана Рибо должна была осуществлять снабжение, сопровождая корпус Строцци, шедший вдоль побережья, а корабли Понсара де Форса блокировали пролив.
31 декабря все было готово к вторжению. 20-тысячная группировка (10 тыс. швейцарцев, 6 тыс. ландскнехтов, 800 пистолетчиков, 500 тяжеловооруженных всадников, 400 шеволежеров, французские отряды и мощная артиллерия) сосредоточилась между Амблетёзом и Маркизом, ожидая сигнала. По словам современников, герцог де Гиз не хотел начинать атаку в несчастливом для французов 1557 году, и ждал, когда прозвонят полночь. Уэнтворт знал о скоплении сил противника, и не сомневался, что они вторгнутся на английскую территорию, но полагал, что французы пройдут через неё на Гравелин, о чём предупредил тамошнего губернатора.

## Укрепления Кале
Кале представлял собой четырёхугольник, вытянутый с запада на восток, и окруженный мощной стеной с башнями на небольшом расстоянии друг от друга. Крепостных ворот было четыре: Уотергейт («Водяные ворота») и Лантергейт на северной стороне, к морю; Милкгейт («Молочные») на востоке, и Булленгейт («Булонские») на юге. Укрепления были модернизированы при Генрихе VIII и Эдуарде VI, в особенности, старые угловые башни (Бошан на северо-востоке, Девелин на юго-востоке, Угловая (Корнер Тауэр) на юго-западе). Эти башни были превращены в треугольные бастионы, прикрытые рвами. В северо-западном углу возвышался массивный квадратный замок Филиппа Юрпеля с шестью башнями по сторонам и донжоном на западе. Он был отделен от города широким рвом.
Город был окружен широкими рвами. Их контрэскарп усиливали замок и большая круглая башня, связанная куртиной с западным краем набережной. Свойства местности давали дополнительное преимущество. Река Ам, служившая портом, преграждала подход с запада. Прибрежные дюны окружали крепость Рисбан, защищавшую порт. Между Кале и Сангаттом почва была болотистой, так же, как на юге и востоке. Единственным проходом было шоссе из Сангатта к мосту Ньёле, которое защищала сильная крепость. Шлюзы позволяли в случае надобности затопить побережье. При наличии достаточного гарнизона и энергичного командующего Кале был бы почти неприступен.

## Атака Ньёле и Рисбана

Область Кале в 1360

1 января французский авангард атаковал у Сангатта небольшой форт, запиравший шоссе на Ньёле. Укрепление представляло собой простой земляной больверк с четырьмя фланками, защищенный рвом. Его штурмовали две-три тысячи аркебузир и отряд пеших дворян. После недолгого сопротивления Оше, маршал Кале, приказал отступать. Другие французские отряды обложили замки Фретен и Ньель-ле-Кале, павшие той же ночью, как говорили, из-за того, что Уэнтворт вывел оттуда войска для усиления обороны Ньёле.
2 января в 9 часов утра французы начали наступление по шоссе к Ньёле. Защитники этого места произвели вылазку и встретили атакующих сильным артиллерийским огнём. Капитану Гурдану, ставшему затем первым французским губернатором Кале, ядром оторвало ногу. Герцог де Гиз лично прибыл под стены крепости, и приказал своему брату Омалю и великому магистру артиллерии д’Эстре поставить батареи.
Вечером того же дня Эстре, Строцци, Терм и губернатор Булони Сенарпон провели рекогносцировку позиций у Рисбана, подойдя к форту по дюне, лежавшей между болотом и берегом моря, и выяснив, где можно поставить артиллерию. Следовало поспешить с овладением этими двумя крепостями, и де Гиз приказал провести два штурма одновременно. Французы овладели больверками к западу от Кале. На военном совете с участием прибывшего из Англии магистра артиллерии Джона Хайфилда Уэнтворта пытались убедить открыть шлюзы Ньёле, чтобы не дать противнику подойти к Кале с юга и востока. Губернатор отказался это сделать. Он не считал, что успехи французов требуют применения крайних мер, боялся затопить выпасы и помешать производству пива.
Уэнтворт продолжал слать королеве бодрые донесения, явно преуменьшая угрозу крепости. У англичан оставалась возможность противодействовать де Гизу, призвав на помощь испанские войска, но это не было сделано, как по вине Уэнтворта, так и из-за опасений хитрости испанцев: англичане боялись, что после победы союзники могут отказаться выводить свои войска. Вечером 2 января Уэнтворт отослал свою жену и ещё нескольких дам в Гравелин, сообщив через них, что сил для обороны Ньёле достаточно. Губернатор Гравелина Вандевиль выразил сомнение в том, что Кале выстоит без посторонней помощи.
К утру 3 января французы закончили установку батарей перед Ньёле и Рисбаном. Командовавший в Ньёле капитан Николас Александер просил помощи у губернатора, но тот ограничился позволением сдать крепость, если защита станет невозможной. Воспользовавшись этим, Александер после первых же выстрелов вступил в переговоры и, заклепав орудия, покинул крепость, не продержавшись даже двух часов.
Рисбан пал так же быстро. Мощная батарея французов быстро подавила огонь крепостных орудий, и гарнизон из 150 человек в панике отказался продолжать сопротивление. Высоко поднявшееся море отрезало крепость от города, и командир Джон Харлстон не мог ни покинуть позицию, ни запросить у губернатора разрешения на капитуляцию. В результате ему пришлось сдаться на милость победителя. Хайфилд, увидев, что французы вступают в Рисбан, произвел по ним несколько выстрелов, но Уэнтворт, видя, что они не дают эффекта, распорядился прекратить огонь.
Взятие Ньёле позволило отрезать Кале с суши, предотвратив возможную попытку испанцев или фламандцев оказать помощь крепости, а падение Рисбана имело решающее значение, перекрыв связь осажденных с морем. 3 января граф Ратленд вышел из Дувра с подкреплениями, но на полпути через пролив встретил военный корабль «Le Sacre», сообщивший о потере Рисбана. Узнав об этом, войска отказались двигаться дальше, и Ратленду пришлось вернуться.

## Атака замка

Осада Кале

Для обеспечения со стороны испанских владений Гиз выдвинул на восток части принца Ла-Рош-сюр-Йона в составе 20 отрядов французской пехоты, 800 рейтар и 200—300 тяжеловооруженных. Одновременно де Терм с отрядами легкой кавалерии, жандармами и швейцарцами занял дорогу от Гина к побережью. К вечеру 3 января город был обложен со всех сторон.
Утром 3 января военный совет Кале принял решение эвакуировать женщин во Фландрию. 4 января французская батарея, установленная на дюне у Рисбана, начала обстрел северной стены. Хайфилд отвечал огнём 14 орудий, но они были быстро подавлены, и многие канониры убиты.
В ночь с 4 на 5 января д’Андело перешёл вброд через Ам с 1500 людьми и установил со стороны приморского пригорода ещё одну батарею с северной стороны замка. Де Гиз знал, что на этом участке крепостная стена не была усилена земляным откосом в достаточной степени и плохо гасила удары ядер, и рассчитывал проделать в этом месте брешь.
5 января французы без особого успеха продолжали обстрел, поскольку дюнная батарея находилась слишком далеко от города. Андело добился большего успеха, проделав брешь, после чего приготовился к штурму замка. Утром 6 января две батареи, насчитывавшие 30 орудий и три большие кулеврины, открыли мощный огонь, быстро проделав проломы, достаточные для штурма. Уэнтворт решил пожертвовать замком, стянув все силы для обороны города. После жестокой канонады, длившейся весь день, Строцци предложил Гизу переправить крупный отряд на помощь Андело, закончившему рыть траншеи. Около 11 часов вечера он начал переправу, но был встречен сильным аркебузным огнём и, потеряв 30 человек, отступил.
Де Гиз направил Андело отряд из 200 аркебузиров и латников во главе с Граммоном. Французы пошли на штурм и быстро проникли в замок, обнаружив там всего 20 солдат, которые сдались без боя. Было два часа ночи, но жители Кале даже не заметили штурма, поскольку войска не сделали ни одного выстрела. Приказ Уэнтворта о подрыве донжона не был выполнен.
Де Гиз быстро перебросил к замку резервы герцога Омальского и маркиза д’Эльбёфа и части Эстре и Таванна, а сам вернулся на дюну, пока поднявшееся море не отрезало его от основных сил.
На пространстве между замком и городом французы наконец наткнулись на упорное сопротивление. Джон Хайфилд поставил батарею напротив замка, встретив атакующих гранатами и накрыв двор замка навесным огнём. Гарнизон под командованием маршала Оше отразил первый штурм, контратаковал по замковому мосту и отбросил французов во двор, где началась жестокая схватка. Вскоре французы предприняли новую атаку, а де Гиз выдвинул несколько пушек к пространству между городом и замком, чтобы взять во фланг англичан при их проходе по мосту. Артиллерийский огонь нанёс англичанам большие потери, маршал Оше был ранен, а его сын убит.

## Капитуляция
Наступило утро и море было низким. Де Гиз получил возможность перебросить дополнительные силы, и Уэнтворт потерял надежду удержать город. В 10 часов утра 7 января он отправил Хайфилда с предложением переговоров.
По условиям капитуляции англичане сдавали город со всем вооружением и припасами. Гарнизон отправлялся в Англию. Парламентер и ещё 50 офицеров по выбору де Гиза удерживались для получения выкупа. Жители подлежали депортации в Англию или во Фландрию, на выбор. Их деньги и имущество поступали в распоряжение де Гиза. 8 января Кале был сдан.
7 января английский флот адмиралов Ралфа Чемберлена и Вильяма Вудхауза вышел из Дувра, и 8-го появился на рейде Кале, где был встречен залпами французских батарей. Обследовав побережье, и выяснив, что противник овладел всеми укреплениями, корабли вернулись в Англию. 9-го королеве доложили о падении Кале. На следующий день она приказала Томасу Чейну и графу Ратленду перевести в Дюнкерк все английские отряды, разбросанные по побережью, чтобы, соединившись с армией Эммануэля Филиберта, попытаться отвоевать город.
13 января 12 рот французов осадили Гин, поставив против него 35 орудий. Лорд Грей сдался после восьми часов храброго, но безнадежного сопротивления, будучи предан своими солдатами, решившими капитулировать. Гарнизон Ама, оказавшийся отрезанным, покинул крепость и ушел на испанскую территорию.

## Итоги
Взятие Кале было крупным успехом французов, впервые за почти 500 лет на территории Франции не осталось ни одной территории, подконтрольной английской короне. Для правительства Марии Тюдор это был тяжелый удар. Общественное мнение могло объяснить стремительное падение неприступной крепости только одной причиной — изменой. Считается, что командному составу Кале: лорду Уэнтворту, контролеру Эдварду Гримстону, капитану замка Ралфу Чемберлену, капитану Ньёле Николасу Александеру и капитану Рисбана Джону Харлстону повезло оказаться в плену во Франции, ибо в противном случае им бы пришлось заплатить жизнью за поражение. Даже среди рядовых солдат и младших офицеров многие были брошены в тюрьму и предстали перед трибуналами.
Джон Хайфилд, отпущенный французами, явился в Брюссель, где изложил Эммануэлю Филиберту причины неудачи: слабость гарнизона и плохое состояние укреплений, добавив подозрения относительно измены Уэнтворта. Он просил дать ему роту пехоты, но был задержан как подозрительное лицо.
Пленные вернулись в Англию после заключения Като-Камбрезийского мира. Уэнтворт предстал перед судом пэров и был оправдан. Доказательств измены не было, и Елизавета не хотела начинать правление с расправы в стиле своей старшей сестры.